# João da Silveira
João da Silveira foi um fidalgo português do século XVI.

## Biografia
Era filho de Fernão da Silveira, o Moço, e de sua mulher Beatriz ou Brites de Sousa, tendo ficado órfão muito novo.
(Não deve ser confundido com o seu homónimo, João da Silveira, 1.º capitão do Ceilão português).
A perseguição que D. João II de Portugal movera contra seu pai, por ter tomado o Partido de D. Diogo, Duque de Viseu, tornou-o querido e Valido de D. Manuel I de Portugal, que o mandou, em 1510, servir em Safim, onde se distinguiu em escaramuças contra os mouros.
Voltando à Corte, foi, como outros membros da sua família, Poeta Palaciano, cultivando o género satírico.
Em 1516, o Rei mandou-o à Índia, como Capitão-Mor duma Armada de cinco navios, que saiu de Lisboa em Março desse ano, para ir, somente, receber carga e regressar ao Reino. A viagem foi tormentosa, e João da Silveira esteve em grande perigo de naufragar. Pouco tempo se demorou na Índia, e, voltando a Portugal, foi encarregado do Comando duma Esquadra, que levou a Nice a Infanta D. Beatriz de Portugal, irmã de D. João III, que ia desposar o Duque de Saboia, Carlos III de Saboia.
D. João III de Portugal, ao subir ao trono, nomeou-o seu Trinchante.
Em 1522, foi nomeado Embaixador de Portugal em França, onde a sua acção como Diplomata atento e prudente muito se evidenciou. Ia substituir Jácome Monteiro, Enviado de D. Manuel I, porque D. João III havia sido informado que se faziam, nos Portos da Normandia, prestes várias Armadas, com o favor dos Almirantes das Costas de França, e dissimulação do seu então Rei, Francisco I de França. Umas, segundo o plano do Florentino Giovanni da Verrazano, iam descobrir no Oriente novos Reinos, e outras iam ao Brasil e à Índia buscar, tal qual os Portugueses, as riquezas das quais estes eram únicos senhores. João da Silveira apresentou a sua reclamação ao Rei de França, que o atendeu com palavras de boa amizade e reconhecimento dos nossos direitos e com provisões que, afinal, só momentaneamente entravaram os assaltos dos Corsários Franceses às naus Portuguesas, animados pela cobiça do ouro e das pedrarias que, de África, da Índia e do Brasil, vinham até Lisboa.
A 11 de Fevereiro de 1526, D. João III era avisado por João da Silveira que estavam sendo armados dez navios franceses, para ir às suas terras do Novo Mundo, o que permitiu ao Rei enviar a Armada comandada por Cristóvão Jaques, para defesa das naus portuguesas. A sua influência pessoal contribuiu sobremaneira para resolver muitos dos atritos que então existiam entre as Cortes de Lisboa e de Paris. Francisco I insistia, para seu próprio interesse, em ligar a sua Casa à Casa Reinante Portuguesa, para, assim, poder contrariar, com uma ligação dinástica com Portugal, toda a força que neste país usufruía D. Carlos I de Espanha, intimamente ligado a D. João III pelos laços de parentesco, e com quem a França andava em guerra, na qual, sistematicamente, nos recusáramos a colaborar. Foi, pois, ainda João da Silveira quem, antecipadamente, participou a vinda a Portugal dum Embaixador Francês, para tratar do casamento da filha primogénita sobrevivente de Francisco I, Madalena de Valois, com o Infante D. Luís de Portugal, Duque de Beja. A 5 de Agosto de 1529, foi concertada a paz entre o Rei Francês e Carlos V do Santo Império Romano, pela assinatura do Acordo de Cambrai, e João da Silveira foi o intermediário que certificou a Francisco I que D. João III não tinha dúvida em aceitar o convite que lhe fora feito para ser medianeiro ante o cumprimento desse Tratado. No entretanto, os ataques dos Corsários Franceses às naus portuguesas continuavam, e, tendo Francisco I pedido, por empréstimo, ao Rei de Portugal, a quantia de 400.000 cruzados, João da Silveira foi encarregado de lhe fazer saber que D. João III prometia 100.000, devendo os 300.000 restantes ser tirados dos 500.000 em que se avaliava a importância dos roubos feitos pelos Corsários, comprometendo-se além disso, o Monarca Português a dar mais 100.000 cruzados, desde que Francisco I se obrigasse, por Convenção Especial, a que seus Vassalos não navegariam mais dali por diante nos mares de Portugal, da Guiné, da Índia e do Brasil, nem tomariam navio algum português debaixo de qualquer pretexto que fosse.
Residiu nove anos em França como Embaixador de Portugal, e o seu nome ficou ligado a importantes negócios diplomáticos do tempo.
Recolhendo ao Reino, retirou-se para Évora, onde faleceu.